# يوسف شبرينتساك
وهو سياسي إسرائيلي ولد يوسف شبرينتساك في موسكوفي 8 كانون الأول- ديسمبر من سنة 1885 تم انتخابه في الجلسة الافتتاحية للكنيست الإسرائيلي وبالإجماع رئيسا للكنيست حيث تمت إعادة انتخابه لهذا المنصب بدون أي معارضة توفي سنة 1959 .